# Odległość Czebyszewa
Odległość Czebyszewa – miara odległości między dwoma punktami {\displaystyle \mathbf {x} =[x_{1},x_{2},\ldots ,x_{n}],} {\displaystyle \mathbf {y} =[y_{1},y_{2},\ldots ,y_{n}]} dana wzorem:
{\displaystyle d_{ch}(\mathbf {x} ,\mathbf {y} )=\max _{i}|x_{i}-y_{i}|=\lim _{m\to \infty }\left(\sum _{i=1}^{n}|x_{i}-y_{i}|^{m}\right)^{\frac {1}{m}}.}
Miara ta została wprowadzona przez Pafnutija Czebyszewa i jest specjalnym przypadkiem odległości Minkowskiego.
W szachach jest to odległość między polami szachownicy wyrażona w ruchach, które musi wykonać figura króla. Stąd pochodzi jej angielska nazwa chessboard distance.